# 첸돤성

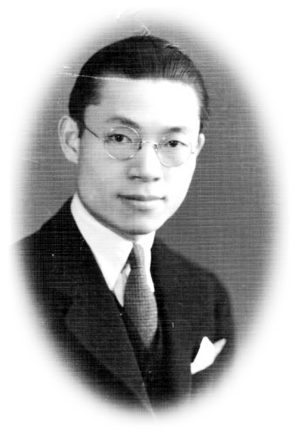

첸돤성(중국어 간체자: 钱端升, 정체자: 錢端昇, 한자음: 전단승, 1900년 2월 25일 - 1990년 1월 21일)은 중국의 정치학자, 법학자, 중국민주동맹 간부이다.

## 생애
1917년 베이징의 칭화 대학을 나온 후 1919년 노스다코타 주립대학을 졸업했고 정치학을 전공하여 1922년 하버드 대학에서 정치학 석사, 1924년 하버드 대학에서 철학 박사 학위를 취득하였다. 1925년 베이징 칭화 대학 정치학, 헌법학 교수, 1927년 난징 중앙 대학 정치학, 헌법학 교수, 1930년 이후로 칭화 대학 법학원 정치학, 헌법학 교수를 역임하였다. 중일 전쟁 이후로 1937년 중화민국 칭화대가 후난성의 창사에서 전시 임시 대학 설립을 거쳐 1938년에 윈난성 쿤밍에서 서남 연합대학(西南聯合大學)을 세우면서 초대 법학원 원장이 되었다. 중일 전쟁 기간에 뤄룽지, 판광단, 원이둬 등이 활동하던 중국 민주 동맹에 가입하였다. 1948년 이후로 베이징 대학에서 정치학 교수, 법학원 원장을 겸하였다. 1949년 중공 정권 수립 이후, 중국 민주 동맹 중앙위원, 중국 인민 외교학회 부회장. 1952년 이후 베이징 정법학원(중국정법대학) 초대 교장, 교내 중국 민주 동맹 서기 직을 지냈고, 반우파 운동 전까지 교장 직에 재임하였다. 1954년에 중화인민공화국의 헌법 초안 제정에 참여했다.